# Jekatěrina Glazyrinová
Jekatěrina Ivanovna Glazyrinová (rusky Екатерина Ивановна Глазырина, * 22. dubna 1987 Čajkovskij, Sovětský svaz, dnes Rusko) je bývalá ruská biatlonistka.

Ve své kariéře nevyhrála žádný individuální ani kolektivní závod. Jejímž největším individuálním úspěchem je třetí místo z indivudálního závodu z Östersund z listopadu 2012. Čtyřikrát vystoupala na stupně vítězů s ruskou štafetou. Půvpdně dojela druhá ve stíhacím závodu v Hochfilzenu v prosinci 2014, výsledek byl po dopingovém prohřešku anulován. 
Dne 10. února 2017 jí MOV pozastavil činnost z důvodu podezření na doping během zimních olympijských hrách z roku 2014. V květnu 2018 byla diskvalifikována a její výsledky od prosince 2013 anulovány. K biatlonu se vrátila  v roce 2019 na Mistrovství světa v letním biatlonu 2019 v Minsku, kde získala titul mistryně světa ve sprintu. V následující sezóně soutěžila v nižším IBU Cupu, kde se v konečném hodnocení umístila na druhém místě. V roce 2020 byla znovu suspendována za porušení antidopingových pravidel po objevu nových údajů z Moskevské antidopingové laboratoře. Na základě tohoto rozhodnutí byly anulovány i její výsledky od září do prosince 2013.
Sportovní kariéru ukončila oficiálně v létě 2023 s tím, že chce dát prostor novým talentům.

## Výsledky

### Olympijské hry a mistrovství světa
| Sezóna  | D   | Místo                | SP  | SZ  | HZ  | IZ  | ŠT  | SŠT | Věk    |
| ------- | --- | -------------------- | --- | --- | --- | --- | --- | --- | ------ |
| 2012/13 | MS  | Nové Město na Moravě | 27. | 5.  | 21. | 7.  | 4.  | –   | 25 let |
| 2013/14 | ZOH | Soči                 | –   | –   | –   | DSQ | –   | –   | 26 let |
| 2014/15 | MS  | Kontiolahti          | DSQ | DSQ | DSQ | –   | DSQ | –   | 27 let |

Poznámka: Výsledky z mistrovství světa se započítávají do celkového hodnocení světového poháru, výsledky z olympijských her se dříve započítávaly, od olympijských her v Soči se nezapočítávají.